# Сульково-Баряни
Сульково-Баряни (пол. Sulkowo-Bariany) — село в Польщі, у гміні Мохово Серпецького повіту Мазовецького воєводства. Населення — 46 осіб (2011).
У 1975—1998 роках село належало до Плоцького воєводства.

## Демографія
Демографічна структура станом на 31 березня 2011 року:
|          | Загалом | Допрацездатний вік | Працездатний вік | Постпрацездатний вік |
| -------- | ------- | ------------------ | ---------------- | -------------------- |
| Чоловіки | 25      | 4                  | 19               | 2                    |
| Жінки    | 21      | 3                  | 11               | 7                    |
| Разом    | 46      | 7                  | 30               | 9                    |